# Нильсен, Гуннар
Гу́ннар Ни́льсен (фар. Gunnar Nielsen; 7 октября 1986, Торсхавн, Фарерские острова) — фарерский футболист, вратарь клуба «Хабнарфьордюр». Выступал за сборную Фарерских островов.

## Карьера

### Клубная
Дебютировал в Премьер-лиге 24 апреля 2010 года в матче 36-го тура против «Арсенала», выйдя на замену на 75-й минуте вместо травмировавшегося Шея Гивена. Он стал первым игроком с Фарерских островов, который сыграл в высшем дивизионе чемпионата Англии.

### В сборной
Дебютировал за сборную 22 марта 2009 года в матче против исландцев. В прошлом — основной вратарь молодёжной и юношеской сборных Фарер.

## Достижения
- Обладатель Кубка Англии: 2010/2011.
- Чемпион Англии: 2011/2012.
- Вице-чемпион Шотландии: 2013/2014.
- Обладатель Суперкубка Исландии: 2015.
- Чемпион Исландии: 2016.
- Финалист розыгрыша Кубка Исландии: 2017.